# Plectus vindobonensis
Plectus vindobonensis är en rundmaskart som beskrevs av Gunhold 1953. Plectus vindobonensis ingår i släktet Plectus, och familjen Plectidae. Inga underarter finns listade.